# Aviosuperficie Caposile

i7
i11
i13
Die Aviosuperficie Caposile ist ein kleiner Flugplatz in der Region Venetien in Italien. Er befindet sich bei der Ortschaft Caposile, auf dem Gebiet der Gemeinde San Donà di Piave, wenige Kilometer von den Badestränden Jesolos entfernt.

## Nutzung
Der Verein Club di volo Papere Vagabonde, der das nichtöffentliche Flugplatzgelände betreibt, wurde 1988 gegründet. Der Platz wird hauptsächlich von Ultraleichtflugzeugen einschließlich Tragschraubern sowie von Hubschraubern genutzt. Am Platz gibt es eine Flugschule. In ihr können auch behinderte Menschen ausgebildet werden. Bekannt wurde der Platz durch das WeFly! Team, ein ziviles Kunstflugteam aus Italien. Das besondere an diesem Team ist, dass die Piloten körperlich behindert sind.